# Natalus macrourus
Natalus macrourus is een vleermuis uit het geslacht Natalus. De soort stond voorheen bekend als Natalus espiritosantensis, maar dat bleek een synoniem van Natalus macrourus.

## Kenmerken
Deze soort wordt vaak als een ondersoort van N. stramineus uit de Kleine Antillen gezien, maar kan daarvan worden onderscheiden door de vorm van het rostrum (gehemelte) (het rostrum is kort en robuust bij N. macrourus). Deze soort werd oorspronkelijk als een Myotis beschreven en pas later als een Natalus herkend. Een andere Braziliaanse populatie is beschreven als Natalus stramineus natalensis Goodwin, 1959. De voorarmlengte bedraagt 36,7 tot 42,1 mm, de tibialengte 19,5 tot 23,4 mm en de schedellengte 15,7 tot 17,2 mm. Exemplaren uit zuidelijk Brazilië zijn wat groter dan hun soortgenoten uit het noorden.

## Verspreiding
Deze soort komt voor in grote delen van Brazilië ten zuiden van de Amazone, oostelijk Bolivia en Paraguay.
Natalus espiritosantensis · Natalus jamaicensis · Natalus lanatus · Natalus mexicanus · Natalus major · Natalus primus · Natalus stramineus · Natalus tumidirostris